# Kinkażu żółty
Kinkażu żółty, wikławiec, chwytacz (Potos flavus) – gatunek drapieżnego ssaka z rodziny szopowatych (Procyonidae).

## Systematyka
Takson po raz pierwszy opisany przez Johanna Schrebera w 1774 roku pod nazwą Lemur flavus. Jako miejsce typowe autor wskazał góry Jamajki, zmienione przez Oldfielda Thomasa na Surinam. Jedyny przedstawiciel rodzaju Potos utworzonego przez Étienne  Geoffroy Saint-Hilaire’a i Frédérica Cuviera w 1795 roku.

## Podstawowe dane
- Długość ciała: 42–57 cm
- Ogon: do 60 cm
- Masa ciała: 1,5–4,5 kg

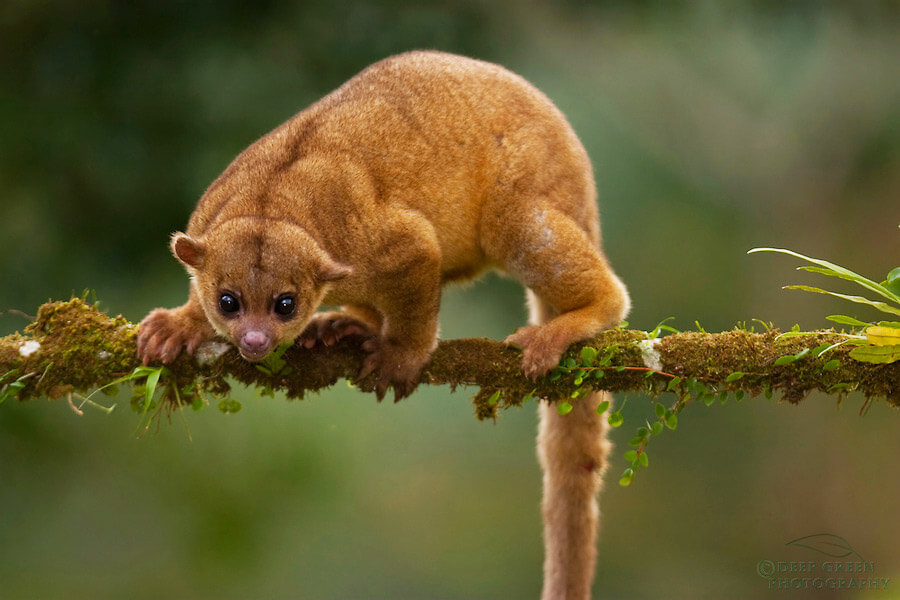

- Długość życia: w niewoli do 40 lat, w naturze przeciętnie 29 lat[7]
- Długość ciąży 112–118 dni
- Liczba młodych: 1

## Wygląd
Ubarwienie futerka jest żółte lub brązowo-szare z szarym podkładem. Ma duże oczy i małe uszy. Krótkie nogi mają po 5 palców każda. Każdy palec zakończony jest ostrym pazurem.

## Występowanie
Kinkażu występuje od wschodniej i południowej części gór Sierra Madre w Meksyku przez Amerykę Centralną po Peru, Boliwię i Brazylię. Występuje na wysokościach do 2500 m n.p.m. Ssaki te mieszkają w zamkniętych baldachimach lasów tropikalnych, od terenów nizinnych do lasów regla i lasu wtórnego.

## Tryb życia
Prowadzi nadrzewny tryb życia. Kinkażu to nocne zwierzęta, szczyt ich aktywności przypada zwykle na godziny 19 – 24 oraz na godzinę przed świtem. W dzień śpią w dziuplach lub w zacienionych splotach liści. Unikają bezpośredniego kontaktu ze światłem słonecznym. Występuje samotnie, parami lub w małych grupkach. Zjada owoce, miód, nektar, jaja i pisklęta. Owoce stanowią główny składnik ich diety (ok. 90%). Spośród 78 zjadanych gatunków największy udział mają figowce (Ficus) z rodziny morwowatych (Moraceae).
Podobnie jak szopy, mają niezwykłe zdolności manipulatorskie. Mają krótkie włosy i w pełni chwytny ogon, którego używają jako piątej ręki w czasie wspinaczki po drzewach. Ogona nie używają do chwytania jedzenia. Mają gruczoły zapachowe w pobliżu ust, w gardle, na brzuchu pozwalają na oznaczenie terytorium i trasy podróży.

## Status
IUCN klasyfikuje kinkażu żółtego jako gatunek najmniejszej troski (LC – Least Concern). Trend liczebności populacji oceniany jest jako spadkowy. Do potencjalnych zagrożeń dla gatunku należą wylesianie, chwytanie osobników w celu ich sprzedaży oraz polowania dla mięsa i futra.

## Podgatunki
Wyróżnia się siedem podgatunków kinkażu:
- P. flavus chapadensis
- P. flavus chiriquensis
- P. flavus flavus
- P. flavus megalotus
- P. flavus meridensis
- P. flavus modestus
- P. flavus nocturnus